# New South Wales Open 1972
Il New South Wales Open 1972 è stato un torneo di tennis giocato sull'erba. È stata l'80ª edizione del torneo, che fa parte del Commercial Union Assurance Grand Prix 1972 e dei Tornei di tennis femminili indipendenti nel 1972. Si è giocato a Sydney in Australia dal 3 al 9 gennaio 1972.

## Campioni

### Singolare maschile
Aleksandre Met'reveli ha battuto in finale  Patrice Dominguez con il punteggio di 6–4, 6–4, 3–6, 6–1.

### Singolare femminile
Evonne Goolagong Cawley ha battuto in finale  Virginia Wade con il punteggio di 6–1, 7–6.

### Doppio maschile
Patrice Dominguez /  Patrick Proisy hanno battuto in finale  John Cooper /  Ross Case con il punteggio di 6–1, 6–3.

### Doppio femminile
Evonne Goolagong Cawley /  Melissa Edwards hanno battuto in finale  Lesley Turner Bowrey /  Virginia Wade con il punteggio di 6–1, 6–2.